# Андора на Светском првенству у воденим спортовима 2011.
Андора је учествовала на Светском првенству у воденим спортовима 2011. у Шангају, у Кини. Такмичили су се у пливању са укупно 3 такмичара (2 мушкарца и 1 жена).
Представници Андоре нису освојили ниједну медаљу

## Учесници по спортовима
| Спорт     | Мушкарци | Жене | Укупно |
| --------- | -------- | ---- | ------ |
| Пливање   | 2        | 1    | 3      |
| Укупно(1) | 2        | 1    | 3      |

## Пливање
Пливачку репрезентацију Андоре представљала су 3 пливача (2 мушкараца и 1 жена)

### Мушкарци
| Пливач              | Дисциплина     | Лич. рек. | Групе    | Групе    | Полуфинале       | Полуфинале       | Финале           | Финале           | Детаљи         |
| Пливач              | Дисциплина     | Лич. рек. | Време    | Плас.    | Време            | Плас.            | Време            | Плас.            | Детаљи         |
| ------------------- | -------------- | --------- | -------- | -------- | ---------------- | ---------------- | ---------------- | ---------------- | -------------- |
| Жерар Балдрик Пужол | 50 м слободно  | 24,61     | 24,64    | 58 /121  | Није се пласирао | Није се пласирао | Није се пласирао | Није се пласирао | [ мртва веза ] |
| Жерар Балдрик Пужол | 100 м слободно | 53,41     | 53,21 НР | 65 / 108 | Није се пласирао | Није се пласирао | Није се пласирао | Није се пласирао | [ мртва веза ] |
| Hocine Haciane      | 200 м делфин   | 2:03,79   | 2:04,14  | 35/ 40   | Није се пласирао | Није се пласирао | Није се пласирао | Није се пласирао | [ мртва веза ] |
| Hocine Haciane      | 200 м мешовити | 2:05,83   | 2:07,14  | 36 / 48  | Није се пласирао | Није се пласирао | Није се пласирао | Није се пласирао | [ мртва веза ] |

### Жене
| Пливачица            | Дисциплина  | Лич. рек. | Групе     | Групе   | Полуфинале        | Полуфинале        | Финале            | Финале            | Детаљи         |
| Пливачица            | Дисциплина  | Лич. рек. | Време     | Плас.   | Време             | Плас.             | Време             | Плас.             | Детаљи         |
| -------------------- | ----------- | --------- | --------- | ------- | ----------------- | ----------------- | ----------------- | ----------------- | -------------- |
| Моника Рамирез Абеља | 50 м леђно  | 30,66     | 30,66 =НР | 45 / 57 | Није се пласирала | Није се пласирала | Није се пласирала | Није се пласирала | [ мртва веза ] |
| Моника Рамирез Абеља | 100 м леђно | 1:01,97   | 1:05,56   | 46 /53  | Није се пласирала | Није се пласирала | Није се пласирала | Није се пласирала | [ мртва веза ] |

## Биланс медаља
| Ранг | Држава | Злато | Сребро | Бронза | Укупно |
|      | Андора | 0     | 0      | 0      | 0      |